# Пшеворска култура
Пшеворска култура је археолошка култура гвозденог доба (2. век пне — 4. век) на територији данашње јужне и централне Пољске. Име носи по пољском граду Пшеворск у коме су пронађени први предмети ове културе.
Пшеворска култура на овој територији наслеђује Лужичку културу. Ова култура се развијала паралансно са суседном Зарубинском културом која је постојала у исто време. Током 2. века носиоци пшеворске културе мигрирају ка средини Дунава, где преносе Прешевску културу, и на територију западне Украјине. На основу северних варијанти Пшеворске културе на простору између Одре и Висле формирана је суковско-джедзичка култура (лехитска култура). На крају развоја римских провинција 4. века Пшеворска култура била је прекинута инвазијом ратоборни номадских племена — Хуна. Део месног становништва преселио се на запад на територије Римског царства.
Током ископавања откривен је велики број фрагмената римских копаља и др. оружја, који су коришћени у римској војсци. Носилац Пшеворске културе имали су развијено оружје: мачеви, џилити, стреле [5]. Керамика се производила користећи лончарски точак.
Неки истраживачи верују да ово словенска култура и њене носиоце идентификују са медијским Вендима, Словенима и Келтима. Међутим, то није видљиво у потпуном континуитету са каснијим културама: после 4. века (инвазија Хуна) пшеворски споменици у Пољској су непознати. Део пшеворске традиције наслеђује Прашко-корчанска култура..